# Joselito (cantante)
José Jiménez Fernández, más conocido como Joselito (Beas de Segura, Jaén, 11 de febrero de 1943), es un cantante y actor español, que alcanzó el éxito como niño prodigio bajo apodos como "El niño ruiseñor", "El niño de la voz de oro" y "El pequeño ruiseñor". Recordado por su interpretación de célebres temas del cancionero español como Campanera y Doce cascabeles.

## Biografía
Nació el 11 de febrero de 1943 en el Barrio de Vista Alegre de Beas de Segura (Jaén), y fue el séptimo y último hijo de Baldomero Jiménez Fernández (natural de Sorihuela del Guadalimar) y de Petra Fernández Serrano (natural de Hornos). Actualmente vive y reside en Utiel (Valencia), apartado del mundo artístico.
Contrajo matrimonio en 1966 con la actriz Chonette Laurent (hija del compositor y pianista Gonzalo Laurent y de Maruja Sánchez). Su nombre real es María de la Ascensión Laurent Sánchez, y con ella tuvo dos hijos, Isaac y Eva Jiménez Laurent. En 1978, se separaron.
Contrajo matrimonio en segundas nupcias en 1986 con María Felisa Gabaldón, conocida como Marifé, con quien no ha tenido descendencia.
En algunas fuentes se cita 1947 como el año de su nacimiento, debido al aspecto que presentaba en su primer filme, El pequeño ruiseñor (1956), más propio de un niño de nueve años que de trece. Fue porque había tenido problemas con su estatura y a causa de eso parecía que tenía menos edad que la real.

## Trayectoria profesional
Sus primeras intervenciones como cantante, muy pequeño, fueron en programas radiofónicos. En uno de estos recitales, coincidió con el actor y cantante Luis Mariano, quien al ver el potencial de voz del niño le ofreció llevarlo a París y presentarlo en la radio y televisión. Allí trabajó durante un tiempo, y el director español Antonio del Amo le ofreció trabajo como actor cinematográfico.[cita requerida]
Fue el protagonista de catorce películas, ocho de las cuales fueron dirigidas por del Amo. Las tres primeras formaron parte de la trilogía conocida como «trilogía del ruiseñor»: El pequeño ruiseñor (1956) - en la que interpretaba uno de sus mayores éxitos, el pasodoble Campanera -, seguida de  Saeta del ruiseñor (1957) que grabó en Priego de Córdoba y El ruiseñor de las cumbres (1958). Estas tres películas tuvieron éxito no solo en España, sino en Francia, Italia, América y Japón, que fueron un lanzamiento a la fama, convirtiendo a Joselito en una estrella del cine español. Un éxito parejo tuvieron las canciones interpretadas en cada una de ellas. Incluso Pier Paolo Pasolini incluyó algunas en la banda sonora de su obra Mamma Roma.
En 1964, el director Manuel Mur Oti lo dirigió en la película Loca juventud, y en 1965 Rafael Gil lo hizo en La vida nueva de Pedrito Andía, pero ambas sin el éxito obtenido por las anteriores, debido fundamentalmente a dos razones: no siguieron el estilo de folletín musical con inclusión de canciones y Joselito ya no era un niño prodigio, sino un adolescente que no llamaba tanto la atención.[cita requerida]

### Reaparición en televisión
En 2008, participó como concursante en Supervivientes, un programa de telerrealidad de Telecinco, saliendo como segundo expulsado el 31 de enero de 2008. Durante el año 2009, participó en la película Spanish Movie. El 28 de abril del 2009, participó como invitado en el programa de TVE1 Los mejores años, y el 12 de diciembre del mismo año fue protagonista del programa especial Joselito: El pequeño ruiseñor, presentado por María Teresa Campos.
Apareció en televisión el 12 de febrero de 2011 en el programa Cine de Barrio, con la emisión de la película Bello recuerdo. El 23 de septiembre del mismo año estuvo como invitado en el programa Sálvame Deluxe, donde se presentó su Caja Deluxe. El 11 de febrero de 2012 apareció en el programa Cine de barrio, con la emisión de la cinta «El pequeño coronel». Ese mismo año, 2012, forma parte del reparto de la película Torrente 4, dirigida por Santiago Segura. Reaparece en el espacio sabatino de cine español, de Televisión Española, el 9 de marzo de 2013, con la difusión de «El Pequeño Ruiseñor» en este espacio.

### Actualidad
En la actualidad, José Jiménez Fernández "Joselito" reside en la localidad valenciana de Utiel, donde desde 2022 tiene una calle con su nombre y es hijo adoptivo.

## Filmografía
- El pequeño ruiseñor (1956)
- Saeta del ruiseñor (1957)
- El ruiseñor de las cumbres (1958)
- Escucha mi canción (1958)
- El pequeño coronel (1959)
- Aventuras de Joselito y Pulgarcito (1960)
- Los dos golfillos (1961)
- Bello recuerdo (1961)
- El caballo blanco (1962)
- El secreto de Tomy (1963)
- Loca juventud (1964)
- La nueva vida de Pedrito Andía (1965)
- El falso heredero /Joselito vagabundo /Joselito vagabundo borincano (1965)
- Prisionero en la ciudad (1968)
- El Irreal Madrid (1969)
- Spanish Movie (participación) (2009)
- Torrente 4 (2011)